# Пихайлич, Амалия
Амалия Пихайлич (род. 4 июля 1944) — сербская шахматистка, международный мастер (1976) среди женщин.
Чемпионка Югославии (1973, 1977 — делёж первого места с Горданой Маркович). В составе сборной Югославии участница 8-й Олимпиады (1978) в Буэнос-Айресе.

## Изменения рейтинга
| Графики недоступны из-за технических проблем. См. информацию на Фабрикаторе и на mediawiki.org. |